# Cliffjumper
Cliffjumper (così chiamato negli Stati Uniti, semplicemente Cliff in Giappone, Grillo in Italia) è un personaggio dei Transformers, membro della fazione degli Autobots di Cybertron, apparso fin dalla prima serie animata degli anni '80, conosciuta poi come Transformers (G1).

## Animazione

### Transformers Generation 1

#### Transformers (serie animata) (1984-1987)
Nella serie animata Transformers (G1) degli anni ’80 faceva parte del primo gruppo di Autobots precipitati sulla Terra e risvegliatisi nel 1984 a seguito dell’eruzione di un vulcano e si trasformava in una Porsche 924 Turbo rossa con paraurti e parti minori in grigio.
Il suo nome nella versione americana deriva dalla parola composta “cliff”, che vuol dire “scogliera” o “dirupo”, e “jumper”, che significa “saltatore”, quindi letteralmente “colui che salta il dirupo”, meglio ancora “salta fosso”. Forse proprio per questo motivo nel doppiaggio italiano gli fu dato il nome di “Grillo”, un piccolo insetto in grado di compiere grandi balzi. Di dimensioni limitate e di aspetto tondeggiante, appena spigoloso, con testa arrotondata munita di piccole corna o antenne, infatti, poteva quasi essere considerato il robot “gemello” di Bumblebee e, proprio come esso, poteva altresì ricordare un piccolo insetto.
Era un paranoico, molto suscettibile, con seri problemi di autocontrollo e attaccava impulsivamente a dispetto degli ordini. Egli odiava profondamente i Decepticons ed ancora di più non tollerava i traditori. Era incredibilmente sospettoso, di tutto e di tutti, arrivando sovente a mettere in discussione la lealtà dei suoi compagni.
Impugnava ridicolmente delle enormi pistole risultanti fuori scala rispetto ad egli stesso. L’arma speciale di Cliffjumper, però, era una pistola a “gas vetroso”, la quale erogava un particolare gas o liquido in grado di vetrificare qualsiasi tipo di metallo con il quale entrava in contatto. Egli stesso ovviamente non era immune a tali effetti e perciò doveva stare attento a maneggiarla, specialmente se controvento.
Nel corso della serie animata egli partecipava alla maggior parte delle battaglie e delle missioni chiave che gli Autobots erano tenuti di volta in volta ad affrontare, non senza astenersi dall’accusare di tradimento qualche suo compagno, come per esempio Mirage.

#### Lungometraggio "The Transformers: The Movie" (1986)
Nel lungometraggio “The Transformers - The Movie”, tempo dopo, a partire dal 2005, Cliffjumper era di istanza assieme a Jazz sulla base Autobots su una delle due lune di Cybertron, la “Base Lunare Uno” o “Luna Alpha”, sotto il comando di Optimus Prime. Durante l’attacco dello spaventoso e gigantesco demone robot Unicron, che divorava le due lune, nell'inutile tentativo di fuggire assieme al compagno con una navicella, finiva lo stesso risucchiato al suo interno; quando poi il nuovo comandante degli Autobots Rodimus Prime convogliava l’energia della matrice contro Unicron facendolo esplodere, Cliffjumper assieme ad altri suoi compagni riusciva a sfuggire da attraverso l’occhio del gigantesco robot. Sopravvissuto a tali eventi però, scompariva immediatamente dopo per ragioni sconosciute per non essere mai più visto nelle immediate serie successive.

### Transformers Animated (2007-2009)
Cliffjumper è presente nella serie “Transformers Animated” trasmessa dal 2007 al 2009. Costruito con lo stesso chassis di Bumblebee, si trasforma in una mini auto cybertroniana di colore rosso ed ha un copricapo più corazzato con corna più lunghe rispetto a quest’ultimo. Lavora al centro di addestramento Autobot dove, da dietro alla sua scrivania, eccelle nel raccogliere e computare dati e informazioni da passare ai suoi superiori, spesso di vitale importanza per fermare potenziali attacchi dei Decepticons. Quando si trova in azione sul campo usa dei particolari pistoni a iniezione rapida con i quali è in grado di compiere grandi balzi. In seguito diviene membro dell’Agenzia Investigativa Cybertroniana e gli viene conferito un posto a sedere nell’Alto Consiglio.

### Transformers: Prime (2010-2013)
Nella serie in CGI “Transformers: Prime”, prodotta dal 2010 al 2013, Cliffjumper è un membro secondario della sottosquadra Autobots dei “Wreckers”, i “Demolitori” in italiano. Nel doppiaggio americano la sua voce originale è di Dwayne "The Rock" Johnson, mentre in quello italiano è di Andrea Bolognini. Si trasforma in una vecchia Dodge Challenger rossa con delle corna di toro sul cofano. Dal carattere focoso e molto impaziente di agire, la sua frase preferita è: "Chi sfida Cliffjumper, si becca le sue corna!". Possiede due cannoni blaster sugli avambracci che, quando estratti, rimpiazzano le sue mani. Stringe un forte legame di amicizia con Arcee, la quale diverrà molto triste a seguito della sua prematura dipartita, infatti viene purtroppo catturato e subito ucciso da Starscream. In seguito il suo corpo viene utilizzato dai Decepticons per degli esperimenti con l'Energon Oscuro e riportato in vita come zombie Terrorcon al loro servizio.

## Cinema
Compare brevemente nel film prequel/spin-off Bumblebee (2018), doppiato da Andrew Morgado in lingua originale e da Daniele Di Matteo in lingua italiana. Ricopre il ruolo di primo luogotenente di Optimus Prime e partecipa alla battaglia iniziale su Cybertron contro le preponderanti forze nemiche Decepticons guidate da Shockwave e Soundwave, salvo poi ritirarsi su ordine del suo stesso comandante, abbandonando il pianeta come i suoi compagni tramite capsule di salvataggio.
In seguito riappare nel 1987, su Titano, luna di Saturno, dove viene intercettato e brutalmente torturato da due spie Decepticons, Shatter e Dropkick, che cercano di estorcergli dove si nascondono Optimus Prime e gli altri suoi compagni Autobots. Nel mentre Charlie, la ragazza adolescente protagonista del film, nel tentativo di rimettere in moto un Maggiolino, che ancora non sa essere l'Autobot B-127 (Bumblebee), attiva accidentalmente un segnale radio che raggiunge Cliffjumper, venendo così captato anche dai due nemici, i quali comprendono di doversi recare sulla Terra. Non avendo più bisogno di lui, Dropkick, su suggerimento della sua sadica superiore Shatter, per dargli una “morte onorevole”, lo finisce, tagliandolo longitudinalmente a metà.

## Giocattoli
Del personaggio di Cliffjumper vennero realizzati parecchi giocattoli, anche se di essi, sovente venne detto che erano versioni ricolorate in rosso di Bumblebee! Non sono mancate comunque nel tempo riproduzioni più accurate per il mercato collezionistico.